# A Szerbia és Montenegró-i labdarúgó-válogatott mérkőzései (1994–2006)
Az oldalon időrendi sorrendben szerepelnek a jugoszláv (1994–2003) és a Szerbia és Montenegró-i labdarúgó-válogatott lejátszott mérkőzései. A jugoszláv és a Szerbia és Montenegró-i válogatott eredményeit a FIFA a mai szerb labdarúgó-válogatott eredményeinek ismeri el.
| Jelmagyarázat                                                                 |
| ----------------------------------------------------------------------------- |
| A Szerbia és Montenegró-i labdarúgó-válogatott győzelmével végződött mérkőzés |
| Döntetlennel végződött mérkőzés                                               |
| A Szerbia és Montenegró-i labdarúgó-válogatott vereségével végződött mérkőzés |

## 1994[1]
| #  | Dátum              | Helyszín                | Hazai csapat | Eredmény | Vendégcsapat | Típus      |
| -- | ------------------ | ----------------------- | ------------ | -------- | ------------ | ---------- |
| 1. | 1994. december 23. | Porto Alegre, Brazília  | Brazília     | 2:0      | Jugoszlávia  | Barátságos |
| 2. | 1994. december 27. | Buenos Aires, Argentína | Argentína    | 1:0      | Jugoszlávia  | Barátságos |

## 1995[2]
| #  | Dátum                | Helyszín               | Hazai csapat | Eredmény | Vendégcsapat | Típus      |
| -- | -------------------- | ---------------------- | ------------ | -------- | ------------ | ---------- |
| 3. | 1995. március 31.    | Belgrád, Jugoszlávia   | Jugoszlávia  | 1:0      | Uruguay      | Barátságos |
| 4. | 1995. május 31.      | Belgrád, Jugoszlávia   | Jugoszlávia  | 1:2      | Oroszország  | Barátságos |
| 5. | 1995. szeptember 20. | Szaloniki, Görögország | Görögország  | 0:2      | Jugoszlávia  | Barátságos |
| 6. | 1995. november 12.   | San Salvador, Salvador | Salvador     | 1:4      | Jugoszlávia  | Barátságos |
| 7. | 1995. november 15.   | Monterrey, Mexikó      | Mexikó       | 1:4      | Jugoszlávia  | Barátságos |

## 1996[3]
| #   | Dátum              | Helyszín                 | Hazai csapat  | Eredmény | Vendég csapat | Típus              |
| --- | ------------------ | ------------------------ | ------------- | -------- | ------------- | ------------------ |
| 8.  | 1996. március 27.  | Belgrád, Jugoszlávia     | Jugoszlávia   | 1:0      | Románia       | Barátságos         |
| 9.  | 1996. április 24.  | Belgrád, Jugoszlávia     | Jugoszlávia   | 3:1      | Feröer        | 1998. VB selejtező |
| 10. | 1996. május 23.    | Shizuoka, Japán          | Mexikó        | 0:0      | Jugoszlávia   | Barátságos         |
| 11. | 1996. május 26.    | Tokyo, Japán             | Japán         | 1:0      | Jugoszlávia   | Barátságos         |
| 12. | 1996. június 2.    | Belgrád, Jugoszlávia     | Jugoszlávia   | 6:0      | Málta         | 1998. VB selejtező |
| 13. | 1996. október 6.   | Toftir, Feröer           | Feröer        | 1:8      | Jugoszlávia   | 1998. VB selejtező |
| 14. | 1996. november 10. | Belgrád, Jugoszlávia     | Jugoszlávia   | 1:0      | Csehország    | 1998. VB selejtező |
| 15. | 1996. december 14. | Valencia, Spanyolország  | Spanyolország | 2:0      | Jugoszlávia   | 1998. VB selejtező |
| 16. | 1996. december 29. | Mar del Plata, Argentína | Argentína     | 2:3      | Jugoszlávia   | Barátságos         |

## 1997[4]
| #   | Dátum                | Helyszín                   | Hazai csapat | Eredmény  | Vendég csapat | Típus                          |
| --- | -------------------- | -------------------------- | ------------ | --------- | ------------- | ------------------------------ |
| 1.  | 1997. február 7.     | Hong Kong                  | Oroszország  | 1:1 (6-5) | Jugoszlávia   | Barátságos                     |
| 2.  | 1997. március 12.    | Belgrád, Jugoszlávia       | Jugoszlávia  | 0:0       | Oroszország   | Barátságos                     |
| 3.  | 1997. április 2.     | Prága, Csehország          | Csehország   | 1:2       | Jugoszlávia   | 1998. VB selejtező             |
| 4.  | 1997. április 30.    | Belgrád, Jugoszlávia       | Jugoszlávia  | 1:1       | Spanyolország | 1998. VB selejtező             |
| 5.  | 1997. június 8.      | Belgrád, Jugoszlávia       | Jugoszlávia  | 2:0       | Szlovákia     | 1998. VB selejtező             |
| 6.  | 1997. június 12.     | Szöul, Dél-Korea           | Ghána        | 1:3       | Jugoszlávia   | Barátságos                     |
| 7.  | 1997. június 14.     | Szuvon, Dél-Korea          | Jugoszlávia  | 0:0       | Egyiptom      | Barátságos                     |
| 8.  | 1997. június 16.     | Szöul, Dél-Korea           | Dél-Korea    | 1:1       | Jugoszlávia   | Barátságos                     |
| 9.  | 1997. augusztus 20.  | Szentpétervár, Oroszország | Oroszország  | 0:1       | Jugoszlávia   | Barátságos                     |
| 10. | 1997. szeptember 10. | Pozsony, Szlovákia         | Szlovákia    | 1:1       | Jugoszlávia   | 1998. VB selejtező             |
| 11. | 1997. október 11.    | Ta'Qali, Málta             | Málta        | 0:5       | Jugoszlávia   | 1998. VB selejtező             |
| 12. | 1997. október 29.    | Budapest, Magyarország     | Magyarország | 1:7       | Jugoszlávia   | 1998. VB selejtező (rájátszás) |
| 13. | 1997. november 15.   | Belgrád, Jugoszlávia       | Jugoszlávia  | 5:0       | Magyarország  | 1998. VB selejtező (rájátszás) |

## 1998
| #   | Dátum                | Helyszín                     | Hazai csapat     | Eredmény | Vendég csapat | Típus                     |
| --- | -------------------- | ---------------------------- | ---------------- | -------- | ------------- | ------------------------- |
| 1.  | 1998. január 28.     | Radès, Tunézia               | Tunézia          | 0:3      | Jugoszlávia   | Barátságos                |
| 2.  | 1998. február 25.    | Mar del Plata, Argentína     | Argentína        | 3:1      | Jugoszlávia   | Barátságos                |
| 3.  | 1998. március 25.    | Bogotá, Kolumbia             | Kolumbia         | 0:0      | Jugoszlávia   | Barátságos                |
| 4.  | 1998. április 22.    | Belgrád, Jugoszlávia         | Jugoszlávia      | 3:1      | Dél-Korea     | Barátságos                |
| 5.  | 1998. május 29.      | Belgrád, Jugoszlávia         | Jugoszlávia      | 3:0      | Nigéria       | Barátságos                |
| 6.  | 1998. június 3.      | Lausanne, Svájc              | Jugoszlávia      | 1:0      | Japán         | Barátságos                |
| 7.  | 1998. június 6.      | Bázel, Svájc                 | Svájc            | 1:1      | Jugoszlávia   | Barátságos                |
| 8.  | 1998. június 14.     | Saint-Étienne, Franciaország | Jugoszlávia      | 1:0      | Irán          | 1998-as VB (csoportkör)   |
| 9.  | 1998. június 21.     | Lens, Franciaország          | Németország      | 2:2      | Jugoszlávia   | 1998-as VB (csoportkör)   |
| 10. | 1998. június 25.     | Nantes, Franciaország        | Egyesült Államok | 0:1      | Jugoszlávia   | 1998-as VB (csoportkör)   |
| 11. | 1998. június 29.     | Toulose, Franciaország       | Hollandia        | 2:1      | Jugoszlávia   | 1998-as VB (nyolcaddöntő) |
| 12. | 1998. szeptember 2.  | Niš, Jugoszlávia             | Jugoszlávia      | 1:1      | Svájc         | Barátságos                |
| 13. | 1998. szeptember 23. | São Luís, Brazília           | Brazília         | 1:1      | Jugoszlávia   | Barátságos                |
| 14. | 1998. november 18.   | Belgrád, Jugoszlávia         | Jugoszlávia      | 1:0      | Írország      | 2000. EB selejtező        |
| 15. | 1998. december 23.   | Ramat Gan, Izrael            | Izrael           | 2:0      | Jugoszlávia   | Barátságos                |

## 1999
| #  | Dátum               | Helyszín               | Hazai csapat    | Eredmény | Vendég csapat   | Típus              |
| -- | ------------------- | ---------------------- | --------------- | -------- | --------------- | ------------------ |
| 1. | 1999. február 10.   | Ta'Qali, Málta         | Málta           | 0:3      | Jugoszlávia     | 2000. EB selejtező |
| 2. | 1999. június 9.     | Szaloniki, Görögország | Jugoszlávia     | 4:1      | Málta           | 2000. EB selejtező |
| 3. | 1999. augusztus 18. | Belgrád, Jugoszlávia   | Jugoszlávia     | 0:0      | Horvátország    | 2000. EB selejtező |
| 4. | 1999. szeptember 1. | Dublin, Írország       | Írország        | 2:1      | Jugoszlávia     | 2000. EB selejtező |
| 5. | 1999. szeptember 5. | Belgrád, Jugoszlávia   | Jugoszlávia     | 3:1      | Észak-Macedónia | 2000. EB selejtező |
| 6. | 1999. szeptember 8. | Szkopje, Macedónia     | Észak-Macedónia | 2:4      | Jugoszlávia     | 2000. EB selejtező |
| 7. | 1999. október 9.    | Zágráb, Horvátország   | Horvátország    | 2:2      | Jugoszlávia     | 2000. EB selejtező |